# 亜久津歩
亜久津 歩（あくつ あゆむ、1981年4月 - ）は、日本の詩人、装幀家。女性。東京都生まれ。早稲田大学第二文学部卒業。
2010年に第2詩集『いのちづな　うちなる“自死者”と生きる』により、第1回萩原朔太郎記念｢とをるもう｣賞を受賞した。東京新聞、静岡新聞、しんぶん赤旗などにも作品が掲載された。日本現代詩人会会員。装幀家としても多くのブックデザインや装画を担当しており、自著はみずから装幀を手がけている。

## 詩集
- 『世界が君に死を赦すから』　コールサック社、2008年。 ISBN 978-4903393421
- 『いのちづな　うちなる“自死者”と生きる』　コールサック社、2010年。ISBN 978-4903393919